# 柴龙树
柴龙树（学名：Apodytes dimidiata），为茶茱萸科柴龙树属下的一个植物种。